# Соколов, Владимир Фёдорович
Владимир Фёдорович Соколов (19 июля 1927, Ленинград — 26 декабря 2001) — советский и российский учёный в области технологии судостроения, доктор технических наук, профессор, Заслуженный деятель науки Российской Федерации.

## Биография
Родился в Ленинграде в 1927 году. Житель блокадного Ленинграда. В 1950 году окончил Ленинградский кораблестроительный институт. В 1962 году защитил диссертацию на степень кандидата технических наук. В 1981 году защитил диссертацию на степень доктора технических наук. В 1982 году удостоен звание профессора.
С 1950 года работал на Балтийском заводе — мастер, старший мастер, начальник участка, начальник бюро технологической подготовки стапельного цеха. Принимал участие в строительстве многочисленных кораблей и судов, включая:
- легкие крейсера проекта 68-бис,
- тяжелый крейсер проекта 82 «Москва»,
- подводные лодки проекта 613,
- первый отечественный супертанкер (завод «Залив»),
- атомный ледокол «Арктика» (Балтийский завод),
- плавучие электростанции типа «Северное сияние» (Тюменский судостроительный завод),
- серия универсальных судов типа «Пятидесятилетие Комсомола» (судостроительный завод «Северная верфь»).

Способствовал освоению сварки сталей повышенной прочности. В 1955—1972 годах работал в ЦНИИ технологии судостроения — старший инженер, начальник отдела, начальник лаборатории, заместитель начальника отделения. В 1960-е годы руководил работами по организации поточно-позиционной постройки судов различных типов на восьми судостроительных заводах. Провел исследования и разработки в многочисленных научных областях, включая:
- математическое моделирование организационно-технологических схем постройки корпуса и расчёта технико-экономических показателей возможных вариантов с применением ЭВМ;
- сокращение объёма пригоночных работ при изготовлении и монтаже корпусных конструкций на основе размерно-технологического анализа корпуса судна и применения оптических и лазерных приборов;
- создание механизированного сборочного инструмента, серийное изготовление которого было организовано на ряде заводов отрасли;
- замена гидравлических испытаний корпусных конструкций судов на непроницаемость испытаниями сжатым воздухом;
- разработка впервые обоснованных методов и норм испытаний судов на герметичность.

С 1972 года директор Института повышения квалификации руководящих работников и специалистов судостроительной промышленности. С 1981 года преподавал в Ленинградском кораблестроительном институте на кафедре технологии судостроения. С 1981 по 1998 год возглавлял кафедру «Технология судостроения», одновременно являясь деканом кораблестроительного факультета Ленинградского кораблестроительного института. За это время существенно укрепились связи кафедры с ЦНИИ ТС, ФГУП «Адмиралтейские верфи», Балтийским судостроительным заводом. Под руководством профессора Соколова проводились работы по исследованию внедрения промышленных роботов в корпусостроении. Принимал участие в создании Учебного центра «Протей», в котором началась подготовка студентов по вопросам САПР в корпусостроении.
В. Ф. Соколов — автор ряда научно-методических и учебных пособий для студентов и аспирантов. Вице-президент Ленинградского областного правления НТО имени академика А. Н. Крылова.

## Публикации
- Еловков Ю. И., Соколов В. Ф. Правка тонколистовых сварных корпусных конструкций. — Ленинград : Судпромгиз, 1957.
- Паллер А. М., Соколов В. Ф. Испытания корпусов стальных судов на непроницаемость. — Ленинград : Судпромгиз, 1958.
- Соколов Владимир Федорович. Исследование параметров испытаний сжатым воздухом отсеков судов на непроницаемость. ЦНИИ ТС. Труды института: Вып. 27, 1960.
- Паллер А. М., Соколов В. Ф. Сборщик металлических корпусов судов : [Учебник для проф.-техн. учеб. заведений и подготовки рабочих на производстве]. — Ленинград : Судостроение, 1970.
- Соколов Владимир Федорович. Выбор технологической схемы постройки судна с помощью ЭВМ. Ин-т повышения квалификации руководящих работников и специалистов судостроит. пром-сти. — Ленинград : Б. и., 1976.
- Соколов Владимир Федорович. Постройка корпусов судов на стапеле. Л:. Судостроение, 1977.
- Основы технологии судостроения : Учеб. для вузов по спец. «Кораблестроение» / Под ред. В. Ф. Соколова. — СПб. : Судостроение, 1995. — ISBN 5-7355-0511-4